# POLR2E
POLR2E‏ (RNA polymerase II subunit E) هوَ بروتين يُشَفر بواسطة جين POLR2E في الإنسان.